# نيقوس زخريادس

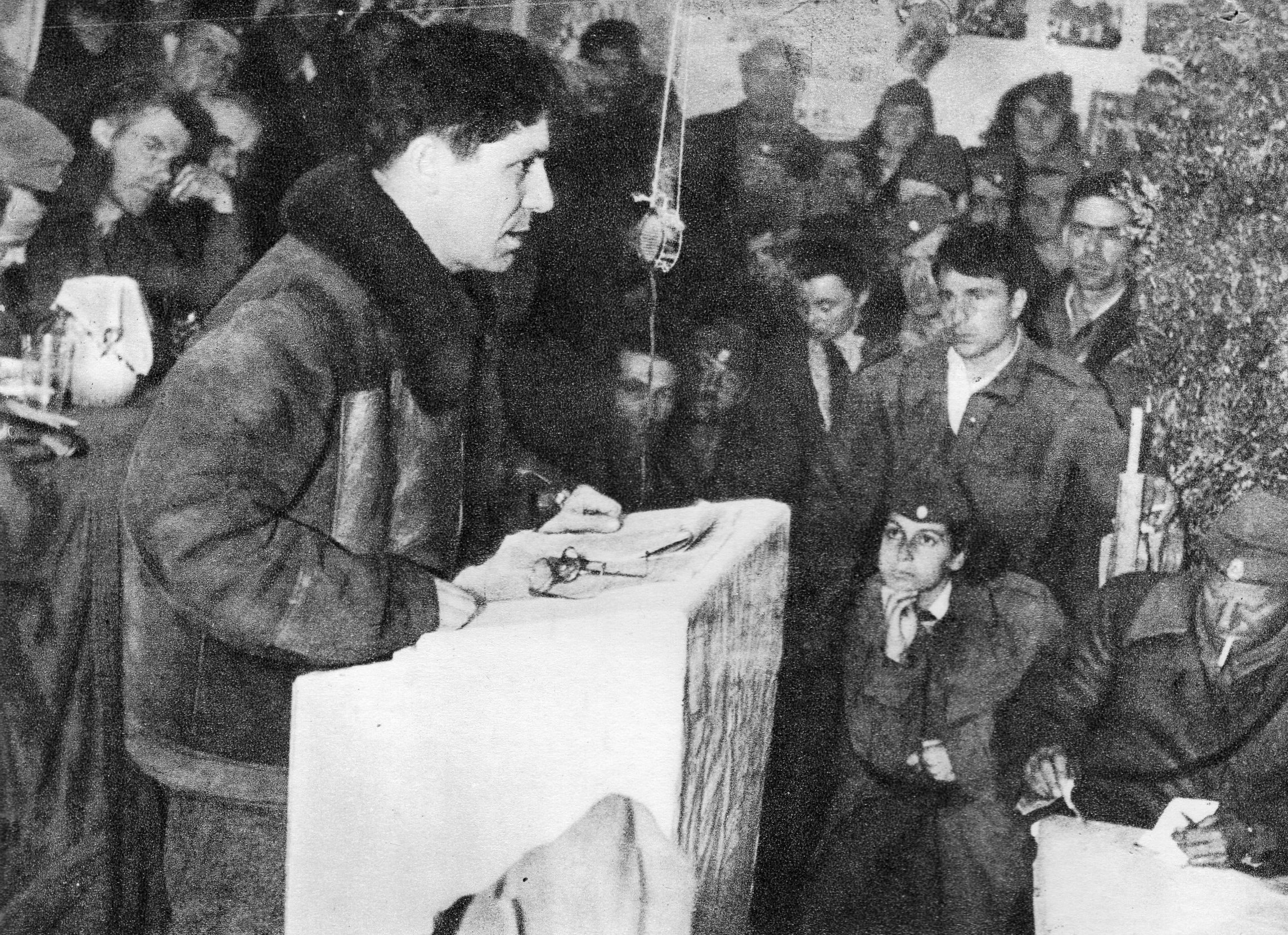
نيقوس زخريادس، في فترة رئاسته المجلس العسكري الأعلى للجيش الديمقراطي اليوناني

نيقوس زخريادس ((باليونانية: Νίκος Ζαχαριάδης)‏، ولد 27 أبريل 1903 في أدريانوبوليس، توفي 1 أغسطس 1973 في سورغوت)، كان الأمين العام للحزب الشيوعي اليوناني (KKE) من عام 1931 إلى عام 1956، وأحد أهم الشخصيات في الحرب الأهلية اليونانية.

## النشأة
ولد نيقوس زخريادس عام 1903 في أدريانوبوليس (أدرنة) في ولاية أدريانوبل العثمانية لعائلة يونانية العرق من الطبقة المتوسطة، وكان كان والده، باناجيوتيس زخريادس، عمل خبيرا في في شركة التبغ الفرنسية «ريجي» (بالفرنسية: Regie)‏ التي كانت حائزة على احتكار التبغ في الدولة العثمانية. في عام 1919 انتقل زاخارياديس إلى اسطنبول، حيث عمل في وظائف مختلفة، بما في الجنديّة، وقام بأول عمل منظم له في الحركة العمالية. بعد هزيمة اليونان في الحرب اليونانية التركية والتبادل السكاني بين البلدين، رحّلت عائلته قسراً إلى اليونان، حيث عانت من الفقر.
في 1922-1923 سافر زاخارياديس إلى الاتحاد السوفيتي حيث أصبح عضوا في الكمسومول ودرس في مختلف المؤسسات السياسية والعسكرية التابعة للحكومة السوفيتية والكومنترن، بما في ذلك مدرسة لينين الدولية [الإنجليزية].

## نشاطه السياسي في اليونان
عاد في عام 1923 إلى اليونان لتنظيم ما عرف برابطة الشباب الشيوعي في اليونان (OKNE)، وتعرض للسجن، وفر ذلك عائدا إلى الاتحاد السوفيتي، ليعود في عام 1931 مجددا إلى اليونان لاستعادة النظام في الحزب الشيوعي اليوناني (KKE) الذي عصفت به الخلافات آنذاك، وانتخب أمينا عاما للحزب. انتخب في مؤتمر الأممية الشيوعية السابع عام 1935 عضوا في لجنتها التنفيذية.
كان زخريادس في السنوات حتى عام 1936 زعيمًا ناجحًا للحزب الشيوعي اليوناني، حيث تضاعف عدد أعضائ الحزب ثلاث مرات، وحصل على مقاعد في البرلمان اليوناني، ونجح في السيطرة على بعض النقابات العمالية.
اعتقل في أغسطس 1936 من قبل جهاز أمن الدولة لنظام يوانيس ميتاكساس وسجن. بعد اندلاع الحرب العالمية الثانية أصدر ومن سجنه رسالة حث فيها جميع اليونانيين على مقاومة الغزو الإيطالي في أكتوبر 1940، وتحويل الحرب إلى حرب ضد الفاشية.
بعد الغزو الألماني لليونان في عام 1941 نقله النازيون إلى معسكر اعتقال داخاو، وظل هناك حتى نهاية الحرب، حيث أطلق سراحه في مايو 1945، وعاد إلى اليونان ليستعيد قيادة الحزب الشيوعي من من نائبه جورجيوس سينتوس الذي تولى القيادة منذ يناير 1942.
في نوفمبر 1944، قبيل نهاية الحرب العالمية الثانية، نزلت القوات البريطانية وقوات حكومة المنفى الملكية اليونانية في أثينا وبدأ الصدام مع الحكومة الثورية التي شكلها تحالف المقاومة اليونانية (EAM). نصت الصفقة التي أبرمها ستالين مع حلفائه الغربيين (اتفاقية يالطا لاحقا) على بقاء اليونان بعد الحرب جزءا من مجال النفوذ الغربي، وعارض الاتحاد السوفييتي استيلاء الشيوعيين على السلطة في اليونان، وأمر قيادة الحزب الشيوعي بالتعاون مع الجيش البريطاني، كما رفض تقديم أية مساعدة إليه عندما اندلعت المواجهات مع الحكومة الملكية التي فرضها البريطانيون.وبعد اشتباكات دكيمفريانا الدموية وافق زخريادس (بضغط من الاتحاد السوفييتي) على التسوية مع البريطانيين وحكومة المنفى، وأعلن قبول الحزب الشيوعي اليوناني النضال من أجل الديمقراطية وسلطة الشعب من خلال الانتخابات البرلمانية.

## الحرب الأهلية
مع تصاعد ضغط اليمين اليوناني والملاحقات التي تعرض لها ناشطوا اليسار على أيدي العصابات اليمينية المتطرفة وقوى الأمن التي دعمتها بريطانيا، التي تطورت بالتدريج إلى ما عرف بالإرهاب الأبيض، قاطع الحزب الشيوعي والقوى التقدمية اليونانية الانتخابات التشريعية لعام 1946، واتخذ زاخارياديس قرار الانتقال إلى المقاومة المسلحة، وكانت تلك نقطة انطلاق الحرب الأهلية اليونانية التي دامت حتى 1949.
قاد زخريادس عمليات «الجيش الديمقراطي» الشيوعي اليوناني، الذي شكّل لتثبيت ديمقراطية شعبية اشتراكية في اليونان. 
مع تدهور الوضع العسكري وتغير العلاقات السوفييتية اليوغسلافية لم يعد الوقت يعمل لصالح الشيوعيين، فأمر زخريادس القيادة العسكرية (ماركوس فافيادس) بالتخلي عن تكتيكات حرب العصابات ودخول مواجهة عسكرية باعتماد إستراتيجية الحرب التقليدية، وكان لذلك وفقا لفافياديس تأثير سلبي شديد على الجيش الديمقراطي الذي دخل هذه المواجهة وهو في أضعف حالاته. طرد زخريادس فافياديس من الحزب الشيوعي لتحديه أوامره، ووضعه تحت الإقامة الجبرية في ألبانيا، وتولى القيادة العسكرية بنفسه. يتهم زخارياديس أيضا بإصدار أوامر لاغتيال عدد من المعارضين اليساريين داخل الحزب الشيوعي اليوناني، في فترة الحرب الأهلية، ولا سيما في أثينا.
بعد هزيمة الجيش الديمقراطي في عام 1949، انتقل زاخارياديس مع قيادة الحزب الشيوعي اليوناني وبقايا الجيش الديمقراطي إلى المنفى في الاتحاد السوفياتي ودول شيوعية أخرى.

## في المنفى
لجأ زخريادس مع قيادة الحزب الشيوعي اليوناني إلى طشقند، وبعد وفاة ستالين في عام 1953 تصادم زاخارياديس مع القيادة السوفييتية الجديدة التي مثلها نيكيتا خروتشوف.
في مايو 1956، وفي خلال المؤتمر السادس للجنة المركزية للحزب الشيوعي اليوناني، طالب ممثلو الحزب الشيوعي السوفييتي بطرد زخريادس من منصب الأمين العام، وفي فبراير 1957 طرد بالفعل وعدد من أنصاره..
قضى زكرياديس بقية حياته في المنفى في سيبيريا، في ياقوتيا أولا ثم في سورغوت في روسيا الاتحادية الاشتراكية السوفياتية. في عام 1962 تمكن زخريادس تمكن بطريقة ما من الوصول إلى موسكو. حيث زار السفارة اليونانية وطلب نقله إلى اليونان، مبديا الاستعداد لأن يحاكم هناك. ولا يُعرف ما إذا كان قد أخذ طلبه بعين الاعتبار أم لا، إلا أنه فور مغادرته السفارة اليونانية ألقي القبض عليه وأعيد إلى سورغوت، وهناك انتحر في عام 1973. وفي حين يشير بعض أتباعه إلى إعدامه، تؤكد الوثائق السرية المفرج عنها من من أرشيف وزارة الداخلية الروسية رواية انتحاره.
في كانون الأول (ديسمبر) 1991، وبعد أيام قليلة من سقوط الاتحاد السوفيتي، أعيد رفات زخريادس إلى اليونان، حيث أقيمت له جنازة بحضور أنصاره ودفن في مقبرة أثينا الأولى.
في عام 2011 أعاد المؤتمر الوطني للحزب الشيوعي اليوناني تأهيل نيقوس زخريادس بصفته أمينا عاما للحزب الشيوعي اليوناني، وكان ذلك في سياق مراجعة عامة تبناها الحزب الشيوعي اليوناني بعد انهيار الاتحاد السوفيتي، تبنت وجهة نظر ترى أن الحزب الشيوعي السوفييتي قد تبنى خطا تحريفيا بعد تولي خروتشوف السلطة.

## روابط خارجية
- أرشيف نيكوس زكرياديس في marxists.org (بالإنكليزية)
- أعمال زخارياديس المجموعة (باللغة اليونانية)